# Сагалюк Денис Валентинович
Денис Валентинович Сагалюк (нар. 23 серпня 2002, Коломия) — український борець вільного стилю, дворазовий бронзовий призер чемпіонату Європи U23 та багаторазовий призер чемпіонатів світу і Європи у молодших вікових групах.

## Життєпис
Спортсмен Денис Сагалюк є вихованцем Школи вищої спортивної майстерності з Коломиї, а його тренери — Ігор Василишин та Григорій Шулепа.
У березні 2018 року Сагалюк виграв золоту медаль на Чемпіонаті України з вільної боротьби серед кадетів у Бахмуті у ваговій категорії до 80 кг. У травні того ж року він завоював першу медаль на континентальних першостях, завоювавши бронзову медаль на чемпіонаті Європи серед кадетів у Скоп'є. У жовтні отримав золоту медаль на Кубку Польщі серед кадетів з боротьби у ваговій категорії до 80 кг.
У 2019 році Денис виступав на Чемпіонаті світу з боротьби серед кадетів 2019, який проходив у Софії (Болгарія), де виграв бронзову медаль у ваговій категорії до 80 кг. Також він отримав срібну медаль на Чемпіонаті Європи 2019 року з боротьби серед кадетів у ваговій категорії до 80 кг.
У 2021 році представив Україну на Чемпіонаті Європи з боротьби U23 у Скоп'є, здобувши бронзову медаль у ваговій категорії до 86 кг. Він також брав участь у Чемпіонаті світу з боротьби серед молоді до 23 років у 2021 році, де програв білоруському борцю Аркадзі Пахасяну в 1/8 фіналу.
У 2022 році він виступав на Чемпіонаті Європи серед юніорів, який проходив у Римі, отримавши бронзову медаль у ваговій категорії до 92 кг. У серпні Сагалюк представляв Україну на Чемпіонаті світу U20 у Софії, фінішувавши на 14 місці після поразки від грецького борця Гківі Бліаце в 1/8 фіналу. У жовтні Сагалюк виступав на Чемпіонаті світу U23 у Понтеведрі, де він поступився грузинському борцю Міріані Майсурадзе у сутичці за бронзову медаль.
У 2023 році Денис брав участь у турнірі імені Дана Колова і Ніколи Петрова у Софії, не здобувши жодної медалі після поразки від азербайджанського борця Ібрагіма Юсубова в 1/8 фіналу. У липні Сагалюк фінішував на останньому місці групового етапу на турнірі пам'яті Поляка Імре та Варги Яноша в Будапешті. Також став учасником Чемпіонату світу з боротьби у Белграді, де в другому раунді поступився Осману Нурмагомедову з Азербайджану. У жовтні Сагалюк брав участь у Чемпіонаті світу до 23 років у Тирані, де програв Йону Деміану в 1/16 фіналу.
У лютому 2024 року він програв свій поєдинок за бронзову медаль у ваговій категорії до 92 кг серед чоловіків на Чемпіонаті Європи з боротьби, який проходив у Бухаресті, Румунія. У травні Сагалюк взяв участь у Чемпіонаті Європи U23 у Баку, де програв грецькому борцю Гківі Бліаце у чвертьфіналі. У жовтні спортсмен взяв участь у Чемпіонаті світу U23 у Тирані, програвши Ніколасу Де Ланге з Південної Африки в 1/8 фіналу.
У березні 2025 року він брав участь у Чемпіонаті Європи U23 у Тирані, вигравши бронзову медаль у ваговій категорії до 92 кг.